# Terapia molecular
La terapia molecular es el tratamiento de enfermedades partiendo del conocimiento de la estructura y la función de la diana molecular, y diseñando nuevas moléculas (ADN, ARN, proteínas, etc.) que produzcan un efecto terapéutico al interrumpir, corregir, disminuir o aumentar la función de esa diana. Lo cual es fundamental para evitar  cáncer pulmonar  y principalmente esta terapia atiende a barios conseptos como halcolismo y comportamiento herroneo e os descifrado las grandes empresas de la unam que aumentan las probabilidades de verse afectada por un enigma o sentrifuga diferente

## Ejemplos de terapias moleculares
Son muchas las enfermedades que podemos tratar con terapias moleculares, como las infecciosas, las genéticas y otras enfermadades comunes.
Enfermedades genéticas recesivas
- Trasplantar el órgano por otro cuyos tejidos al menos posean un alelo sano.
- Suministrar al órgano las enzimas que le faltan (terapia enzimática).
- Añadir el gen correspondiente al alelo sano de dicha enfermedad.
- Suministrar el producto proteico que no se produce, exógenamente.
- Trasplantar células madres.

Enfermedades genéticas dominantes
- Inactivar los genes usando mutagénesis.
- Usar la recombinación para corregir el genotipo: convertir a alelos recesivos.
- Modificar genéticamente las células reproductoras del paciente, para que al menos los hijos no padezcan la enfermedad (terapia germinal).
- Terapia con oligonucleótidos, un método de silenciamiento de genes.
- Eliminar el producto tóxico periódicamente.
- Manipular los reguladores genéticos para paliar la expresión del gen defectuoso.

Enfermedades infecciosas
Estas enfermedades son frecuentes pero mucho más abundantes en países subdesarrollados:
- Para combatir la tuberculosis y la bacteria Staphylococcus aureus resistente a meticilina (que produce una amplia gama de enfermedades) se recurren a las vacunas y a los antibióticos.
- Contra el HIV, VHB y VHC se emplean vacunas y/o antirretrovirales.
- Para la malaria, aún se están desarrollando tratamientos efectivos.

Enfermedades comunes
La terapia molecular también está dirigida a actuar frente a enfermedades complejas muy frecuents en países desarrollados:
- Enfermedades cardiovasculares
- Cáncer

## Consideraciones previas a la terapia
Antes de llevar a cabo una terapia molecular, hay que considerar una serie de pautas. Por ejemplo:
- Hay que tener en cuenta las necesidades del paciente, y si dicha terapia las cubrirá.
- Debe estar testeado en modelos animales y haber sobrellevado ensayos clínicos.
- Debe conocerse bien el problema y cómo nuestra terapia lo va a abordar, para evitar efectos secundarios indeseados.
- En la evolución de la terapia, la legislación y las inversiones también serán decisivas.

## Técnicas moleculares clásicas
Las técnicas moleculares más empleadas en terapia molecular son el reemplazo de proteína alterada y la inmunoterapia, donde destacan las vacunas por su carácter profiláctico.
- Reemplazamiento de proteína. Se trata de uno de los tratamientos más antiguos empleados para paliar enfermedades genéticas. Se basa en sustituir una proteína no funcional por su equivalente sí funcional. Se puede administrar a través de la sangre, intramuscularmente, en forma de aerosol o por el tubo digestivo. Hasta hace muy poco, la mayoría de las proteínas se aislaban a partir de tejido animal o humano. Pero el riesgo de contagio por enfermedades como VIH, hepatitios... debido a contaminación del material es significativamente elevado, sobre todo si tenemos en cuenta que para aislar una proteína de la sangre es necesario juntar cientos de donaciones.

Con todo, ha surgido una nueva línea hacia el uso de proteínas recombinantes; proteínas sintetizadas por la expresión de un gen clonado en una especie o en una línea celular distinta de la original. Lo más importante es elegir el vector adecuado dependiendo de las características de la proteína a producir, prestando especial atención a las modificaciones postraduccionales necesarias para que la proteína sea funcional. Un ejemplo es la glicosilación de proteínas, que suele conllevar numerosos problemas ya que los patrones de glicosilación de mamíferos y, sobre todo, de humanos, difiere del resto de organismos.
- Vacunas. Su objetivo es activar al sistema inmune frente a un patógeno determinado para que pueda responder de manera rápida y efectiva ante un posible ataque de dicho patógeno. Existen diversos tipos de vacunas, desde las que emplean virus enteros atenuados o inactivados, o solo ciertas proteínas antigéncias, hasta las que usan toxinas inactivadas o DNA codificante de proteínas patogénicas. El éxito de las vacunas reside en su cualidad profiláctica y en el hecho de que es más barato prevenir una enfermedad que tratarla.
- Inmunoterapia. A la hora de llevarla a cabo, se emplean sobre todo anticuerpos (como los monoclonales, antiretrovirales, conjugados...) y factores de crecimiento (como citoquinas e interleucinas). Se realiza buscando alguno de los siguientes objetivos:

1. Refuerzo del sistema inmunitario para curar enfermedades (tales como infecciones o cáncer)
2. Supresión del sistema inmununitario para curar enfermedades autoinmunes o evitar rechazos en trasplantes de órganos
3. Hiposensibilización, provocando una respuesta inmune atenuada ante alergias, rinitis alérgica, asma...
4. Enfoque profiláctico (vacunas) o terapéutico curativo o paliativo (anticuerpos, factores de crecimiento)

## Reemplazamiento de proteína
La terapia de reemplazamiento de proteínas es de los tratamientos más antiguos para paliar enfermedades genéticas. La falta de proteína en un paciente se puede cubrir por varias vías (intamuscular, intravenosa, oral, inhalatoria...)
Hasta hace poco tiempo, la mayoría de proteínas reemplazadas se aislaban a partir de tejido animal o humano.
- Factor VII, proteína implicada en la coagulación cuya carencia resulta en hemofilia, aislada a partir de sangre donada.
- Insulina, su ausencia provoca diabetes y su aislamiento se ha realizado a partir de páncreas de cerdos.
- Hormona de crecimiento aislada a partir de cadáveres.

El principal problema es el riesgo de infección (vírico, priones) del material usado.
Donación de sangre
Para aislar una proteína hay que juntar varias donaciones de sangre, esto implica que el riesgo de contaminación es alto. La seguridad para el receptor de una donación de sangre consiste en la sinceridad del donante al responder un cuestionario médico. La muestra de sangre donada solo se analiza rutinariamente para las enfermedades más comunes. 
En España hay varios requisitos para poder donar sangre.
- Tener 18 años cumplidos.
- Pesar más de 50 kg.
- Sentirse bien físicamente.
- No estar en ayunas.
- No haber donado sangre en los últimos dos meses.
- Los hombres pueden donar 4 veces al año y las mujeres 3.
- Otros requisitos

No pueden donar
- Enfermos de hepatitis B o C, SIDA, sífilis y todas aquellas enfermedades que se transmiten por la sangre.
- Personas que convivan en el mismo domicilio con enfermos de hepatitis B o C.
- Diabéticos insulinodependientes.
- Epilépticos.
- Enfermos graves.

SÍ pueden donar, aunque cumplan algunas de las siguientes características
- Tengan la menstruación.
- Tomen anticonceptivos orales.
- Hayan tomado aspirina y antiinflamatorios (en este caso se deberá avisar al médico).
- Sean alérgicos si no están en la fase crítica de la enfermedad.
- Tengan hipertensión arterial, incluso con medicación, si en el momento de la donación los niveles están correctos.
- Sean alérgicos a los antibióticos
- En todo caso, el médico siempre decidirá en última instancia tras el reconocimiento oportuno.

Donación de órganos
La Donación de órganos sucede, casi siempre, a partir de cadáveres. Los familiares no siempre conocen los factores de riesgo del fallecido por ello existe un riesgo mayor de contagiar enfermedades infecciosas a pacientes más críticos. Es posible además trasplantar células malignas. 
Contagio
Basta con que una donación esté infectada para que todo el lote de proteína sea potencialmente infeccioso. El VIH es el más problemático, existe un 96% de posibilidades de infectarse con un producto contaminado frente a un 1% manteniendo relaciones sexuales. Se estima que en Estados Unidos hay dos unidades contaminadas con VIH por cada millón de unidades almacenadas y una unidad contaminada con algún virus por cada 35.000. El riesgo es mínimo para las transfusiones extraordinarias pero por ejemplo, enfermos como los hemofílicos reciben productos acumulados de miles de donantes con lo que la probabilidad es mucho más alta. 
Las transfusiones de sangre en África son un grave problema, el 25% de la población del Congo están infectados con VIH y un gran número de transfusiones de sangre se hace con sangre infectada. Se calcula que el 15-20% de la transmisión del VIH en el mundo se debe a transfusiones sanguíneas. 
Beneficio del reemplazamiento de proteínas frente a las proteínas recombinantes
En el reemplazamiento de proteínas el producto no suele verse rechazado en el receptor (en algunos casos de hemofílicos sí, debido a la ausencia de proteína propia). Es mucho más barato de obtener que los equivalentes recombinantes (no hace falta producirlo, solo aislarlo), además no hay que recuperar la inversión de desarrollo del producto (como sí ocurre con la tecnología de proteínas recombinantes).